# Hércules de Brito Ruas
Hércules de Brito Ruas, més conegut com a Brito, (Rio de Janeiro, 9 d'agost de 1939) és un futbolista brasiler retirat de les dècades dels 60 i 70.
El seu principal club fou el Club de Regatas Vasco da Gama. Amb la selecció del Brasil disputà 45 partits entre 1964 i 1972. Fou campió al Mundial de 1970 i participà també a de 1966.

## Palmarès
- Campionat carioca: 1956, 1963, 1964, 1965
- Torneig Rio-São Paulo: 1966
- Taça Guanabara: 1966
- Copa del Món de futbol: 1970
- Copa Roca: 1971
- Copa del Dia de la Independència del Brasil: 1972
- Torneig de Santiago de Xile: 1957
- Torneig de París: 1957
- Trofeu Teresa Herrera: 1957
- Torneig del Segle de Rio de Janeiro: 1965
- Torneig d'Estiu (Verão): 1970